# 가납초등학교
가납초등학교는 대한민국 경기도 양주시 광적면 가납리에 있는 공립 초등학교이다.

## 학교 연혁
- 1927년 5월 19일 가납공립보통학교(4년제) 설립 인가
- 1938년 4월 1일 가납공립심상소학교로 개칭[1]
- 1941년 4월 1일 가납공립국민학교로 개칭[2]
- 1943년 4월 1일 학년 연장 6년제로 변환
- 1958년 4월 5일 효촌국민학교 분리
- 1971년 3월 1일 덕도국민학교 분리
- 1981년 2월 25일 병설유치원(1학급) 인가
- 1991년 2월 28일 현암국민학교 통폐합
- 1996년 3월 1일 가납초등학교로 개칭[3]
- 2001년 3월 30일 정보도서실 설치(3교실)
- 2002년 10월 18일 학교 담장 펜스 설치
- 2005년 4월 6일 서관 15실 신축교실 준공
- 2005년 7월 20일 급식실 및 다목적 교실 준공
- 2007년 11월 30일 영어실(English Zone) 설치
- 2010년 9월 7일 체육관 개관
- 2019년 3월 1일 제29대 김복선 교장 취임
- 2020년 1월 8일 89회 졸업식(79명 / 8072명)
- 2020년 3월 9일 총 23학급 편성(초등18학급,특수2학급,유치원3학급)
- 2021년 5월 11일 도서실 리모델링

## 학교 상징
- 교화 - 장미 : 가시떨기 속에서도 아름다운 꽃과 그윽한 향기를 발하는 장미처럼 자아 희생적 사랑과 봉사하는 마음을 가진 가납 어린이
- 교목 - 소나무 : 사계절 항상 푸르고 싱싱하며 강인한 소나무의 변하지 않는 절개와 정직을 본받는 슬기로운 가납 어린이

## 참고 자료
- 가납초등학교 - 한국교육학술정보원 학교알리미